# Apogon coccineus
Apogon coccineus – ryba morska z rodziny apogonowatych. Hodowana w akwariach morskich. 
Występowanie: Morze Czerwone, Ocean Indyjski i Ocean Spokojny do południowej Japonii.

## Opis
Zamieszkują rafy na głębokościach od 8 – 35 m. Osiągają ok. 6 cm długości. Żywią się bezkręgowcami.  Żerują nocą.